# Bridge Entertainment Group
Bridge Entertainment Group was een distributielabel dat zich richtte op het uitbrengen van videobanden en dvd's in Nederland en later ook België.

## Geschiedenis
Bridge Entertainment Group begon met activiteiten in Nederland. In 2006 werd bekend dat het bedrijf ook in België actief zou worden. Bridge was vooral bekend van het distribueren van media voor kinderen. Veel klassieke Nederlandse kinderprogramma's zijn door de uitgeverij uitgebracht, maar ook nagesynchroniseerde series werden bij Bridge uitgegeven. Daarnaast behoren producties van de VRT tot de catalogus van het bedrijf. Het ging verder nog en samenwerking aan met Aries Relation Marketing. In 2010 fuseerde het bedrijf met Just Entertainment tot de nieuwe uitgeverij Just Bridge.

## Uitgaven van Bridge
Films:
- De zaak Alzheimer
- De Indringer
- Verlengd Weekend
- Dennis van Rita
- De Hel van Tanger
- Vidange perdue
- De gek op de heuvel
- Vleugels
- Practical Pistol Shooting
- Vliegen naar de maan
- Love's brother
- Snuf de hond in oorlogstijd
- The Shadow Man

Televisieseries:
- Flikken
- Witse
- Kapitein Zeppos
- Schipper naast Mathilde
- Peppi en Kokki
- Bassie en Adriaan
- De Kippets
- Pipo de Clown
- Ernst, Bobbie en de rest
- Tita Tovenaar
- Swiebertje
- De film van Ome Willem
- De Familie Knots
- De Grote Meneer Kaktus Show

Nagesynchroniseerde producties:
- Jellabies
- Calimero
- Pokémon
- De Bereboot
- Dragon Ball Z
- Bob de Bouwer
- Brandweerman Sam (eerste seizoenen)
- Caillou
- Tuttels
- Brum
- Hamtaro
- Simsala Grimm
- Pieter Post (eerste seizoenen)
- Budgie de Kleine Helikopter
- Dierendokter Tom
- Thomas de stoomlocomotief (eerste seizoenen)
- Bruine Beer in het Blauwe Huis
- Fifi en haar Bloemenvriendjes
- De Koala Broertjes
- Angelina Ballerina
- Totally Spies!
- De Tofu's

Overig:
- VOF de Kunst